# Michèle Laroque
Michèle Laroque, (Nice, 15 de junho de 1960) é uma atriz e comediante francesa.
Foi indicada ao César de melhor atriz coadjuvante em 1993 por La crise e em 1997 por Pédale douce.